# Moses Quinby
Moses Quinby (15 de abril de 1810 - 26 de mayo de 1875) fue un apicultor y biólogo estadounidense pionero, su hogar estaba situado a un kilómetro al este del Saint Johnsville. Pueblo de Baltimore, en el condado de Greene, Nueva York, Estados Unidos. De familia cuáquera.
Pionero en la producción de la miel, fue famoso por inventar uno de los primeros extractores de miel, el primer ahumador en 1875, y el primer cuchillo práctico para quitar los opérculos de los panales.
Registró todas sus observaciones sobre la apicultura y muchas de sus escrituras todavía se utilizan hoy como fuentes definitivas de la información.
En 1831 viajó a Kendal (Ohio), pero nuevamente regresó a lugar natal. Se casó con Martha, y una de sus hijas, Elizabeth, se casó con Lyman C. Root renombrado apicultor.
Nunca patentó sus descubrimientos porque no le gustaba. Enseñó apicultura. Se ganó el título de Padre de la Cultura Apícola de la Abeja americana. 
Fue enterrado en el cementerio oeste de St. Johnsville.

## La colmena de Quinby
La colmena de marco fijo de Quinby tenía muy buenas características de una colmena marco móvil. Las barras laterales del bastidor de Quinby forman las paredes de la colmena. Algunos apicultores acertados utilizaban esta colmena hasta después de 1890. En esta colmena el cuadro hacía de alza también.